# روبرتو روميرو
روبرتو روميرو (بالإسبانية: Roberto Romero)‏ هو سياسي أرجنتيني، ولد في 22 أكتوبر 1927 في سالتا في الأرجنتين، وتوفي في 15 فبراير 1992 في ريو دي جانيرو في البرازيل بسبب حادث مرور. حزبياً، نشط في الحزب العدلي. وقد انتخب عضو مجلس النواب في الأرجنتين.